# El Casar
Pour les articles homonymes, voir El Casar (homonymie).
El Casar est une commune d'Espagne de la province de Guadalajara dans la communauté autonome de Castille-La Manche.